# サンドル
サンドル（英: saddle）とは、角材や形鋼を井桁状に組んだもの。橋梁工事などで、支台として用いる。
H型鋼を同じ方向に積み重ねたものはサンドルとしての意味をなさず、強度不足から重大事故を招くので、必ず井桁状に組まなければならない。